# 김정희 필 난맹첩
김정희 필 난맹첩(金正喜 筆 蘭盟帖)은 대한민국 서울특별시 성북구 간송미술관에 있는, 조선시대 김정희(金正喜, 1786～1856)의 묵란화(墨蘭畵) 16점과 글씨 7점을 수록한 서화첩이다. 2018년 6월 27일 대한민국의 보물 제1983호로 지정되었다.

## 개요
‘김정희 필 난맹첩’은 추사(秋史) 김정희(金正喜, 1786～1856)의 묵란화(墨蘭畵) 16점과 글씨 7점을 수록한 서화첩으로, 김정희의 전담 장황사(粧䌙師) 유명훈(劉命勳)에게 선물로 주기 위해 제작한 것이다. 글씨뿐 아니라 사군자(四君子)에도 능했던 김정희는 관련 작품을 여럿 남겼지만 난맹첩처럼 묵란만 모은 사례는 이 작품이 유일하다.
난의 형상을 다양한 구도와 모습으로 구현했으며 김정희가 추구한 사란 법(寫蘭法)에 입각해 개성적인 필묵법(筆墨法)을 구사한 대표작으로 꼽힌다. 화면에 쓰인 제시(題詩) 역시 난(蘭)에 관한 고사(故事)와 난 그림에 능했던 중국의 인물들, 난의 속성 등에 관한 것으로, 문사철(文史哲)에 해박했던 김정희의 학술적 경지를 보여준다. 서예적 필법으로 난을 다양하게 잘 그렸던 김정희의 화풍이 유감없이 발휘되었으며, 후대 화가들에 큰 영향을 끼친 작품으로 회화사적 가치가 매우 높다.

## 참고 자료
- 김정희 필 난맹첩 - 국가유산청 국가유산포털